# Черноскутов, Сергей Георгиевич
Сергей Георгиевич Черноскутов (1 сентября 1986) — российский борец и тренер греко-римского стиля. Призёр чемпионата России (2009). Мастер спорта России международного класса по греко-римской борьбе. Тренер в ГБУ ДО «Спортивная школа олимпийского резерва № 1» города Курган.

## Спортивные результаты
- Чемпионат России по греко-римской борьбе 2009 —  в весовой категории до 55 кг.
- Гран-при Ивана Поддубного 2009 —  в весовой категории до 55 кг.